# José María Gil-Robles y Quiñones
José María Gil-Robles i Quiñones (Salamanca, 27 de novembre de 1898 - Madrid, 13 de setembre de 1980) va ser un polític i advocat espanyol.

## Biografia
Es va llicenciar en Dret a la Universitat de Salamanca a 21 anys, seguint la carrera jurídica exercida pel seu pare, Enrique Gil Robles. Va militar des de la seva joventut en organitzacions polítiques i socials catòliques. Doctorat en la Universitat Central de Madrid, va obtenir el 1922 la càtedra de Dret Polític de la Universitat de La Laguna (San Cristóbal de la Laguna, a la província canària de Santa Cruz de Tenerife). Novament a Madrid, va formar part rellevant de la redacció del diari catòlic El Debate, dirigit per Ángel Herrera Oria. Secretari de la Confederació Nacional Catòlica Agrària, en 1922 es va integrar en el Partit Social Popular, liderat per Ángel Ossorio y Gallardo. Un any més tard, iniciada la dictadura de Miguel Primo de Rivera, va col·laborar amb José Calvo Sotelo, director general de l'Administració Local, en la redacció de l'Estatut Municipal.
Presentat a les candidatures del Bloque Agrario, va ser elegit diputat en les primeres eleccions de la II República, celebrades al juny de 1931, dos mesos després de la seva proclamació. Va intervenir a les Corts Constituents, en les quals va destacar per la seva oposició a la política religiosa del nou règim des de la seva qualitat de membre de la comissió redactora del projecte constitucional. Aquest mateix any va passar a militar a Acción Nacional, creada poc abans per Herrera Oria i rebatejada en 1932 com a Acción Popular, per exigències del Govern, quan Gil-Robles era ja un dels seus principals dirigents. Va defensar la postura de l'"accidentalisme", segons la qual l'important no era la forma de l'Estat -monarquia o república-, sinó que aquest defensés els interessos de l'Església; això va xocar amb altres posicions dretanes, que es van declarar oposades a la república des d'un principi.

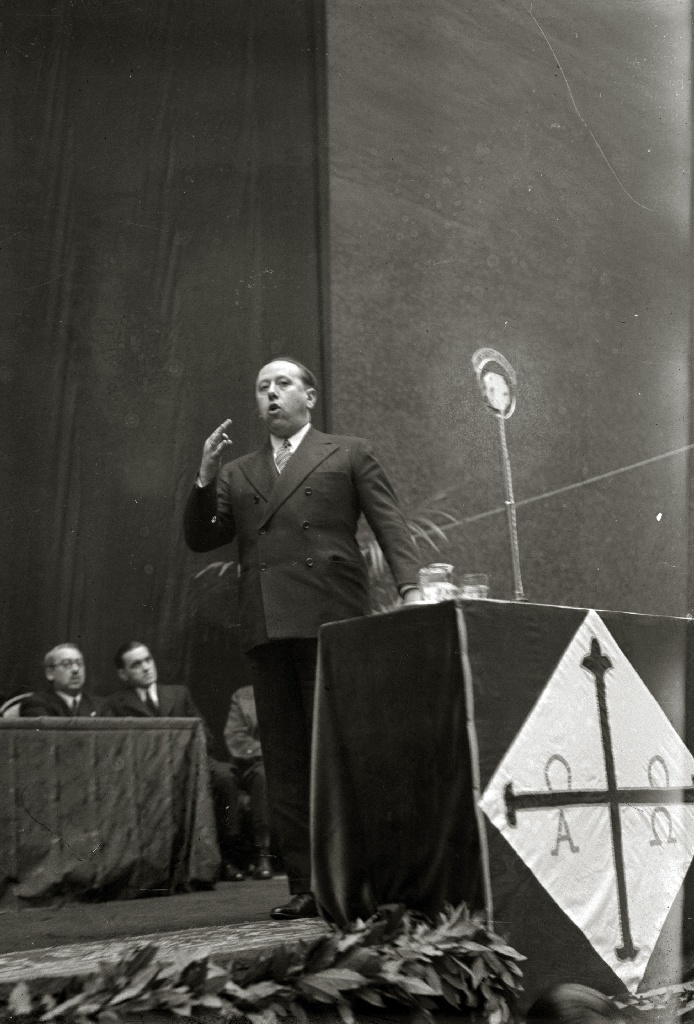
Míting de José María Gil Robles, líder de la CEDA, al frontó Urumea de Sant Sebastià (1935).

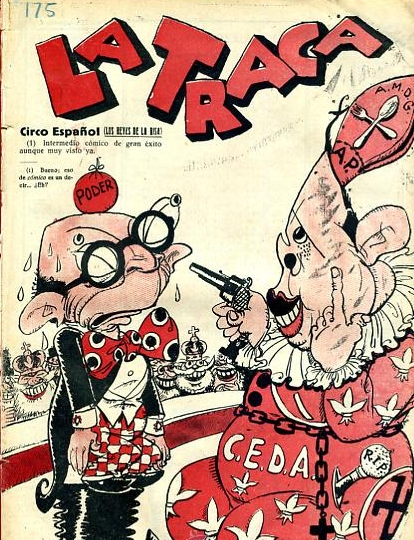
Ricardo Samper i Gil-Robles, caricaturitzats per la revista satírica republicana La Traca.

A la fi de febrer i principis de març de 1933 va participar en la creació de la Confederació Espanyola de Dretes Autònomes (CEDA), en integrar-hi Acción Popular. El seu nou partit va obtenir la victòria en les eleccions de novembre de 1933, però amb una escassa majoria (115 escons de 450) la qual cosa li impossibilitava per a formar govern en solitari. Va donar suport al nou gabinet presidit per Alejandro Lerroux des d'aquest mateix mes, així com als següents, encapçalats també per altres figures del Partit Radical. A l'octubre de 1934, l'entrada de tres membres del seu partit en l'executiu va donar lloc a un moviment revolucionari (Revolució d'Octubre i fets del sis d'octubre). El 6 de maig de 1935 va ser nomenat ministre de la Guerra per Lerroux, promocionant una sèrie de militars que tindrien un gran protagonisme durant la posterior Guerra Civil, com el general Francisco Franco. Va prosseguir en el càrrec en el gabinet següent, presidit des de setembre d'aquest any per l'independent Joaquín Chapaprieta Torregrosa. La seva actitud política, contrària a la seva política econòmica, va provocar la dimissió del president del Govern al desembre de 1935 i la seva dimissió com a ministre.
Després de la victòria del Front Popular a les eleccions de febrer de 1936 es va convertir en el cap de l'oposició parlamentària. La seva figura es va veure cada vegada més eclipsada pels postulats més radicals de José Calvo Sotelo, assassinat en la nit del 12 al 13 de juliol de 1936. Gil-Robles, que havia partit cap al nord poc abans, va abandonar Espanya i es va dirigir a França. Expulsat pel govern de Léon Blum, va passar a Portugal. Durant la immediata Guerra Civil va encomanar als seus seguidors donar suport al bàndol del general Franco alhora que va lliurar els fons del seu partit al general Mola. Finalitzat a l'abril de 1939 el conflicte, va donar suport a la causa monàrquica; va ser membre del Consell Privat del comte de Barcelona (Joan de Borbó, pare del futur Rei Joan Carles I) i va intentar arribar a un acord el 1948 amb el líder socialista Indalecio Prieto per a assolir la restauració de la monarquia (Pacte de San Juan de Luz). En 1953 va tornar a Espanya, on va recolzar a diversos opositors al règim dictatorial del general Franco. Fou expulsat el 1962 per participar, al juny, en una reunió antifranquista a Múnic -el "Contuberni de Múnic"-, el que li va valer ser apartat de l'entorn del comte de Barcelona. Va començar llavors a escriure una sèrie de llibres de memòries, en el primer dels quals, No fue posible la paz (1968), va intentar explicar les causes que van dur a la Guerra Civil espanyola i justificar la seva intervenció en els esdeveniments anteriors.
Catedràtic de la Universitat d'Oviedo des de 1968, després de la mort del general Franco en 1975 i l'inici del regnat de Joan Carles I i de la transició espanyola, va intentar recuperar el seu paper polític defensant les posicions de la democràcia cristiana. En aquesta tasca va tenir el suport d'un dels seus fills, José María Gil-Robles y Gil-Delgado. No obstant això, el fracàs del seu partit (integrat al costat del de Joaquín Ruiz-Giménez en la Federació de la Democràcia Cristiana) a les eleccions generals espanyoles de 1977, en les quals no va obtenir acta de diputat, el va apartar definitivament de la vida política. El 1976 va aparèixer una altra de les seves obres autobiogràfiques i de caràcter polític, La monarquía por la que luché. El seu fill José María va passar posteriorment al Partit Popular i va arribar a ser president del Parlament Europeu. Un altre dels seus fills, Álvaro Gil-Robles, va ser Defensor del Poble.
Malgrat el que Gil-Robles afirma a les seves memòries, l'escriptor britànic Paul Preston, en la seva obra La destrucció de la democràcia a Espanya (Edicions Turner, Madrid, 1978 ISBN 8485137760), afirma rotundament que Gil-Robles sí que estava al corrent dels plans de revolta que es van iniciar arran del triomf del Front Popular a les eleccions del 16 de febrer de 1936.